# TBS 화요일 밤 8시 드라마
TBS 화요일 밤 8시 드라마(일본어: TBS火曜8時枠の連続ドラマ)는 TBS 텔레비전 계열에서 드라마이며, 1975년 10월부터 1992년 9월까지 방송되었다.

## 작품 목록

### 1975 ~ 1979년
- 《무지개 에어포트》
- 《사건 파일 110 어리광 부리》
- 《화요일 녀석》
- 《결혼까지》
- 《악처 행진곡》
- 《당장한다 일가 청춘기》
- 《오 종달새!》
- 《안녕! 갈매기》
- 《오리 대합창》
- 《남자라면!》
- 《청춘 제군!》

### 1980 ~ 1987년
- 《청춘 제군! 여름》
- 《내 집 이야기!》
- 《절창》
- 《생각하면 멀리 온 것이구나》
- 《봄 전속력으로!》
- 《우리들의 시대》
- 《속·생각하면 멀리 온 것이구나》
- 《우리 동물가족》
- 《안녕 삼각 또 와서 사각》
- 《배고픔 동지》
- 《여자 7명 모이면》
- 《장난감 집짓기 허물기: 부모와 딸의 200일 전쟁》
- 《고교성부부》
- 《스튜어디스 이야기》
- 《나쁜 여자라고 불리고》
- 《전학 소녀 Y》
- 《소녀에게 무슨 일이 된거 야》
- 《가슴 자매》
- 《금지 된 마리코》
- 《놀이 아니야,이 사랑은》
- 《천사의 어퍼컷》
- 《마마는 아이돌!》
- 《시간이에요 다시》
- 《나의 누나는 파일럿!》

### 1989 ~ 1992년
- 《시간이에요 헤세이 원년》
- 《빈타》
- 《톱 스튜어디스 이야기》
- 《사랑해요! 선생님》
- 《스쿨 워즈 2》
- 《너스 스테이션》
- 《열혈! 신입사원 선언》
- 《백화점! 여름 이야기》
- 《여고생! 위험한 아르바이트》
- 《가마쿠라 연애위원회》
- 《멋진 사랑을 하고 싶다》
- 《우리들 루키컵》
- 《학교가 위험하다》